# Ecnomiohyla phantasmagoria
Ecnomiohyla phantasmagoria е вид земноводно от семейство Дървесници (Hylidae). Видът е застрашен от изчезване.

## Разпространение
Разпространен е в Еквадор и Колумбия.